# Chunellidae
Chunellidae is een familie van neteldieren uit de klasse van de Anthozoa (Bloemdieren).

## Geslachten
- Amphiacme Kükenthal, 1903
- Chunella Kükenthal, 1902